# هلی کویوولا-کروگر
هلی کویوولا-کروگر (انگلیسی: Heli Koivula-Kruger؛ زادهٔ ۲۷ ژوئن ۱۹۷۵) ورزشکار دو و میدانی اهل فنلاند است. او در واسا زندگی می‌کند.